# 超時迷宮レジオン
『超時迷宮レジオン』（ちょうじめいきゅうレジオン）は、1987年5月に日本物産（ニチブツ）より発売された業務用ゲーム。

## 概要
縦スクロールのシューティングゲーム。キャッチコピーは「迷宮に挑戦!ダークベーターの陰謀を暴け!!暗黒帝国を倒せるのは君だ!」。
いわゆるボムのシステムを採用している。このボムが「タイムボム」というもので、自機ははじめ3発所持しており、使用すると少し時間を巻き戻せる（名前にボムを含むが、爆発などはせず敵を攻撃しない）。発動ボタンを複数回続けて押すことで連続使用もでき、その場合は使用した個数に比例して効果時間が延長される。自機がやられたときの爆発中にこのタイムボムを3発連続で使用すると、自機の爆発も巻き戻り生き返ることができるのが本作の最大の特徴である。爆発から使用までのタイミングが早かった場合、1発や2発の使用で生き返ることも可能。なお、時間を巻き戻せるとはいっても、敵や敵弾は発動中単純に進行方向が逆になり（切り替わった行動パターンが巻き戻ることはない）、またスクロールが一時的に停止するという挙動のため、厳密には使用直前の状態に戻らない。
作曲は吉田健志が担当。現在はハムスターが権利を受け継いでいる。

### ストーリー
暗黒帝国の魔の手が忍びよる……時空エンジン発動、レジオン発進!新兵器のタイム・ボムで時間を止めろ。

### 初期ネーム
1位：エンドレス 2位:ナイトΦ 3位:バン バン 4位:ユキ ネェ 5位:オス ギ
1位：HEVY 2位:METAL 3位:■ ■ 4位・5位:RO CK
共に2位の3文字目「Φ」「|L」(「ル」に見える)は名前登録の時に入れられる。また、3位の「バンバン」は「バリバリ」に見える。

## 移植版
| No. | タイトル         | 発売日        | 対応機種                      | 開発元                  | 発売元     | メディア                                | 備考                                        |
| --- | ---------------- | ------------- | ----------------------------- | ----------------------- | ---------- | --------------------------------------- | ------------------------------------------- |
| 1   | 超時迷宮レジオン | 2024年5月23日 | PlayStation 4 Nintendo Switch | ハムスター （移植担当） | ハムスター | ダウンロード （アーケードアーカイブス） | 国内版、海外版『Legion - Spinner-87』を収録 |

### PlayStation 4/Nintendo Switch版
アーケードアーカイブスの1作品として配信。家庭用初移植。国内版と海外版『Legion - Spinner-87』を収録。「こだわり設定」では「ゲームスピードの調整」、1P側のコントローラーで2P側の機体を使用できるようにする「使用する機体の切り替え」、「周回数とエリア数の表示」の有無といった設定が可能。